# Kurt Heindl
Kurt Heindl (* 22. Juli 1936 in Wiener Neustadt) ist ein österreichischer Geschäftsführer und Politiker (SPÖ) in Ruhe. Heindl war zwischen 1973 und 2002 Abgeordneter zum Nationalrat.

## Ausbildung und Beruf
Heindl besuchte von 1943 bis 1947 die Volksschule in Bernhardsthal und wechselte im Anschluss an das Realgymnasium Gänserndorf, an dem er 1955 die Matura ablegte. Heindl studierte in der Folge Rechtswissenschaften an der Universität Wien und schloss sein Studium 1965 mit dem akademischen Grad Dr. iur. ab.
Heindl arbeitete zwischen 1955 und 1960 als Fahrdienstleiter der ÖBB und war zwischen 1961 und 1986 im Bundesministerium für auswärtige Angelegenheiten beschäftigt. Er war Leiter des Kurierdienstes, Referent der Personalabteilung und Stellvertretender Kulturattachée an der Österreichischen Botschaft in Paris. Zwischen 1968 und 1970 arbeitete Heindl als Pressereferent des Bürgermeisters der Stadt Wien und war danach bis 1973 im Büro des Bundesministers für Handel, Gewerbe und Industrie beschäftigt.
Zwischen 1981 und 1990 war Heindl Vorstandsmitglied der Firma Hofmann & Maculan Bauaktiengesellschaft, zwischen 1990 und 1996 Vorstandsmitglied der Maculan Holding AG und zwischen 1991 und 1996 Aufsichtsratsmitglied der Maculan Industriebeteiligungs-GesmbH. Zudem war Heindl von 1990 bis 1996 Mitglied des Aufsichtsrates der Infra Beteiligungs-GesmbH und ab 1996 Geschäftsführer der TPA Projektentwicklungs- und Finanzierungsberatung GmbH seit 1996.

## Politik
Heindl war gewerkschaftlich engagiert und zwischen 1959 und 1961 Obmann-Stellvertreter der örtlichen Gruppe der Gewerkschaft der Eisenbahner. Heindl war zwischen 1960 und 1964 Ortsvorsitzender der SPÖ Bernhardsthal und ab 1971 Bezirksparteivorsitzender-Stellvertreter der SPÖ Wien-Landstraße. Ab 1986 übernahm er die Funktion des Bezirksvorsitzenden.
Heindl vertrat zwischen dem 26. November 1973 und dem 19. Dezember 2002 die SPÖ im Nationalrat. Er war Obmann des Finanz- und des Wirtschaftsausschusses.

## Auszeichnungen
- 1981: Großes Silbernes Ehrenzeichen für Verdienste um die Republik Österreich[1]
- 1990: Großes Goldenes Ehrenzeichen für Verdienste um die Republik Österreich[2]
- 2003: Großes Goldenes Ehrenzeichen mit dem Stern für Verdienste um die Republik Österreich[3][4]